# Helter Skelter (Manson)
Helter Skelter (englisch) heißt auf Deutsch so viel wie Holterdiepolter und ist im Zusammenhang mit den Morden der Manson Family vor allem in den USA zu einem geflügelten Wort geworden.

## Herkunft
Charles Manson selbst bezeichnete damit seine apokalyptischen Visionen vom nahen Beginn eines für das Jahr 1969 prophezeiten Rassenkrieges, einer chaotischen letzten Schlacht am Ende der Zeiten, während der die Schwarzen und die „Pigs“ (die Reichen) ausgelöscht werden sollten. Den Begriff entnahm Manson dabei dem gleichnamigen Song der Band The Beatles, die er für die vier Boten der Apokalypse hielt. Im britischen Englisch der Beatles bezeichnet „Helter Skelter“ eigentlich eine sehr lange und hohe spiralförmige Rutsche in Vergnügungsparks, aber diese Bedeutung war dem Amerikaner Manson mutmaßlich nicht bekannt. Daher sagte auch der Sänger der Rockband U2, Bono, in der Live-Version von Helter Skelter, Manson habe das Lied von den Beatles gestohlen; man würde es nun zurückstehlen (Album Rattle and Hum, 1988).
Manson wähnte sich für die Schlacht gerüstet und ließ seine „Family-Mitglieder“ Exponenten der Hollywood-High-Society ermorden, darunter die Ehefrau von Roman Polański, die Schauspielerin Sharon Tate, den Starfriseur Jay Sebring sowie das Unternehmerehepaar Leno und Rosemary LaBianca. Für die Morde versuchte er anschließend die Schwarzen verantwortlich zu machen, um die Weißen wiederum zur Lynchjustiz zu bewegen. Dadurch wollte Manson eine gewalttätige und blutige Auseinandersetzung auslösen, die sich zu einem Rassenkrieg apokalyptischen Ausmaßes hätte steigern sollen. An einem der Orte, an dem die Morde verübt wurden, fand sich auch der in Blut irrtümlicherweise falsch geschriebene Schriftzug Healter Skelter am Kühlschrank.
Charles Manson wurde kurz nach den Morden festgenommen und zum Tode verurteilt. Als Kalifornien die Todesstrafe 1972 abschaffte, wurde seine Strafe in lebenslangen Freiheitsentzug umgewandelt. Bis zu seinem Tod am 19. November 2017 saß er im Staatsgefängnis California State Prison Corcoran in Corcoran, Kalifornien.
Die Netflix-Serie Aquarius beschäftigt sich in 2 Staffeln mit den Ermittlungen zu den Morden der Manson Family und zeigt dort die damaligen Ermittlungsstände.
Der TV-Film Helter Skelter – Die Nacht der langen Messer aus dem Jahr 1976 beschreibt die Verbrechen Charles Mansons und seiner Anhänger nach dem gleichnamigen Roman; 2004 folgte der Zweiteiler Helter Skelter.